# Cuộc đột kích Cabanatuan
Cuộc đột kích Cabanatuan diễn ra tại Philippines vào ngày 30 tháng 1-1945 được thực hiện bởi Biệt kích Hoa Kỳ, Đội trinh sát Alamo và quân du kích Philippines. Kết quả là đã giải thoát được 512 tù binh chiến tranh (POW) từ một trại giam tù binh gần Cabanatuan và đánh dấu một chiến công vang dội của lực lượng đặc nhiệm Đồng Minh trong Thế Chiến II.
Bộ phim Trở lại Bataan do đạo diễn Edward Dmytryk thực hiện năm 1945 với diễn viên John Wayne kể lại câu chuyện bên trong các trại giam giữ tù binh tại Cabanatuan. Cuộc đột kích cũng được tái hiện vào năm 2005 bởi John Dahl trong bộ phim Cuộc đột kích vĩ đại. Trong cả hai tác phẩm nói trên đều có sử dụng các trải nghiệm của các tù nhân tại đây.

## Bối cảnh
Vào đầu năm 1944 vận mệnh của Đế quốc Nhật Bản dường như sắp sửa kết thúc trái ngược hẳn với vị trí thượng phong của nó lúc bắt đầu chiến tranh. Cỗ máy quân sự của đế quốc này là Lục quân Đế quốc Nhật Bản liên tục gặp thất bại khi giao chiến với lực lượng Anh tại chiến trường Trung Quốc-Miến Điện-Ấn Độ và lực lượng Mỹ và Úc trên những hòn đảo thuộc Thái Bình Dương. Sự vượt trội của bộ máy chiến tranh của quân Đồng Minh chủ yếu dựa vào chiến thuật dùng tàu ngầm đánh chìm thương thuyền của Nhật, và làm tê liệt Hải quân Nhật thông qua việc khiến lực lượng này bị tổn thất nặng nề khởi đầu là trận Midway năm 1942. Tuy nhiên, với mỗi lần thất trận, quân đội Nhật lại càng hung hăng hơn, họ bị nhồi nhét vào đầu rằng quân Mỹ và quân Đồng Minh sẽ trả thù không thương xót, chính phủ Nhật ở Tokyo đã kích động nỗi sợ hãi này, thuyết phục những người lính rằng phải bảo vệ Tổ quốc cho đến chết.
Vào đầu tháng 8 -1944, Bộ Chiến tranh ở Tokyo tỏ ra không đồng tình với những thông điệp từ Bộ Ngoại giao Hoa Kỳ đề cập đến những tội ác chiến tranh chống lại tù binh của quân Đồng Minh và về chính sách "giết sạch" để thủ tiêu hoàn toàn những nhân chứng là tù binh Đồng Minh còn sống sót, họ đã đưa ra một bản tuyên cáo, nêu lên chính sách của quân Nhật đối với tù binh chiến tranh, nó viết ''Mục tiêu đưa ra là không để một tù binh nào trốn thoát, phải tiêu diệt toàn bộ mà không để lại một dấu vết nào....''. Nhằm thực hiện âm mưu này, một tổ chức bán quân sự - gọi là Kempei tai - cảnh sát quân sự mật, được lệnh phải thủ tiêu tất cả tù binh Mỹ và Phillippines trong thời gian ngắn nhất.
Ngày 20 tháng 10-1944, Tướng Douglas MacArthur chỉ huy lực lượng Mỹ thực hiện cuộc đổ bộ Leyte mở màng cho chiến dịch Philippines, 1944-45. Đến ngày 14 tháng 12-1944, khi quân Mỹ đã chuẩn bị sẵn sàng cho một trận đánh quyết định trên đảo Luzon, gần 150 người Mỹ bị xử tử bởi những cai ngục người Nhật trên đảo Palawan. Họ bị nhốt vào những lô cốt ngầm, sau đó bị tẩm xăng và thiêu sống. Một trong những người đào thoát sống sót là Hạ sĩ nhất Eugene Nielsen, đã thuật lại chi tiết câu chuyện của ông cho Nhà Tình báo Lục quân Hoa Kỳ ngày 7 tháng 1-1945.
Hai ngày sau, lực lượng Mỹ do Tướng MacArthur chỉ huy đã đổ bộ lên đảo Luzon và nhanh chóng tiến về thủ đô Manila. Trong thời gian này, Trung tướng Walter Krueger chỉ huy Tập đoàn quân số 6 (Hoa Kỳ) đã được báo cáo về sự hiện diện của trại tù binh ở Cabanatuan bởi Thiếu tá Robert Lapham, chỉ huy lực lượng du kích của Quân lực Hoa Kỳ tại Viễn Đông trên đảo Luzon.
Đến 26 tháng 1, khi các đơn vị của Tập đoàn quân 6 tiến ngày càng gần đến Cabanatuan, Tướng Krueger càng lưu tâm nhiều đến tình hình của trại tù này. Ông đã yêu cầu nhân viên tình báo dưới quyền Đại tá Horton White sắp đặt cho Đội trinh sát Alamo bổ sung vào lực lượng Tập đoàn quân 6 để sẵn sàng nhận lệnh điều phối của ông. Ngày hôm sau, Krueger bổ nhiệm Trung tá Henry Mucci chỉ huy đơn vị của mình là Tiểu đội Biệt kích số 6 cho nhiệm vụ đột kích và giải thoát tù binh tại Cabanatuan.
Ngày 27 tháng 1, Thiếu tá Nagai (không rõ họ) cùng 500 lính lục quân Nhật có xe tăng, xe bọc thép tiến quân đến trại Cabanatuan và tiếp quản nơi này. Tối ngày 30 tháng 1, biết trước quân Mỹ sớm muộn gì cũng sẽ phát động tấn công khu trại nên Nagai đã cho tăng cường thêm 150 tay súng cùng 200 quân tăng viện có xe tăng hỗ trợ ở đầu cầu bên kia sông Cabu sẵn sàng ứng cứu khi xảy ra sự cố.  

## Hoạt động trinh sát

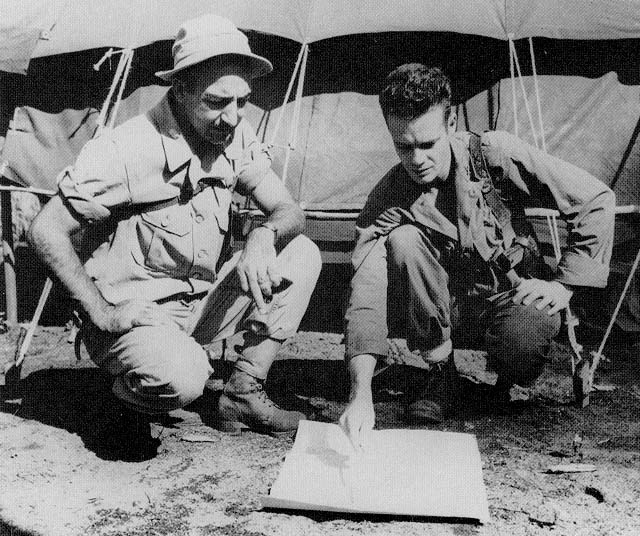
Trung tá Henry Mucci, bên trái.

Chiều ngày 27 tháng 1, hai nhóm trinh sát Alamo, dẫn đầu bởi Trung úy William Nellist và Thomas Rounsaville, xâm nhập vào đằng sau chiến tuyến đối phương thực hiện nhiệm vụ do thám trại tù binh. Sáng hôm sau, những người trinh sát đã bắt liên lạc được với vài đơn vị du kích Philippines tại làng Platero, cách trại giam 2 dặm (3 km) về phía bắc.
Vào đầu buổi chiều cùng ngày, Mucci và một Đại đội Biệt kích gồm 127 người do Đại úy Robert Prince bí mật xâm nhập vào phòng tuyến quân Nhật tại Guimba. Được dẫn đường bởi quân du kích Philippines, các lính Biệt kích hành quân qua một khu rừng và đồng cỏ, trên đường đi có lúc họ ở rất gần các công sự Nhật khi đang men theo vườn nho cạnh đường cao tốc quốc gia để tránh bị phát hiện.
Ngày hôm sau tại Balincarin, cách trại 5 dặm (8 km) về hướng bắc, Mucci gặp gỡ với Đại úy quân du kích thuộc Quân lực Hoa Kỳ tại Viễn Đông là Juan Pajota, người nắm rõ hoạt động của quân Nhật tại địa phương và đặc biệt thông thạo địa hình nơi này. Sau khi hiểu ra rằng Mucci muốn tiến hành cuộc tấn công vào buổi chiều, Pajota đã phản đối, ông nhấn mạnh việc làm này đồng nghĩa với tự sát. Sau khi tổng kết thông tin từ Pajota và nhóm trinh sát Alamo về hoạt động của quân Nhật trong khu vực trại giam, Mucci đồng ý trì hoãn cuộc tấn công trong 24 giờ và nhóm biệt kích rời khỏi Platero.
Lúc 11:30 ngày 30 tháng 1, Đội trinh sát Alamo do Trung úy Nellist và Binh nhì Rufo Vaquilar, cải trang thành người bản xứ tìm cách đi vào một cái lán bị bỏ trống nằm cao hơn khu trại. Và từ đây họ đã thấy được bao quát cách bố trí của vị trí này. Họ bắt đầu chuẩn bị một bản báo cáo chi tiết những đặc điểm chính yếu của trại và phương án tấn công hợp lý nhất. Ngay sau đó họ trở lại 3 đơn vị trinh sát khác được Nellist giao nhiệm vụ chuyển giao tin tức cho Mucci.

## Chiến lược
Trung tá Mucci nhận được bản báo cáo của Nellist lúc 14:30 và chuyển giao cho Đại úy Prince, người được ông tin tưởng sẽ vạch ra được kế hoạch cho nhóm Biệt kích tấn công và rút lui khỏi trại giam nhanh chóng, cùng với những tù binh bị thương và đau ốm.
Ông gửi hai nhóm du kích thuộc Lực lượng vũ trang Luzon, một do Đại úy Pajota và một do Đại úy Eduardo Joson, tiến từ hai phía đối diện nhau chiếm giữ con đường gần trại. Tiểu đội Biệt kích cũng được phân chia làm hai nhóm: đội C, dẫn đầu bởi Đại úy Prince, sẽ nhận nhiệm vụ tấn công khu trại chính và hộ tống tù binh thoát ra ngoài, trong lúc đó 30 người thuộc đội F chỉ huy bởi Trung úy John Murphy sẽ ra hiệu cho cuộc đột kích bắt đầu bằng cách phóng hỏa nhiều vị trí khác nhau của quân Nhật. Ông cũng dự đoán rằng cuộc tấn công sẽ kết thúc sau 30 phút hay ít hơn.
Một trong những quan ngại chính của Prince là địa hình bằng phẳng của vị trí tấn công. Ông biết rằng những lính Biệt kích Hoa Kỳ sẽ phải trườn một chặng đường dài trên cánh đồng bằng phẳng ngay trong tầm mắt quan sát của lính canh Nhật. Theo đề nghị của Pajota, Mucci yêu cầu sự hỗ trợ của Không lực Lục quân Hoa Kỳ cử máy bay P-61 Black Widow đánh lạc hướng quân Nhật vào ban đêm trong khi lính Biệt kích đang tiến lên. Kết quả đã chứng minh là chiến thuật này đã tỏ ra hiệu quả trong việc gây ra sự bất ngờ cho quân Nhật.
Prince luôn đánh giá cao đóng góp của không quân trong thành quả cuối cùng của trận đánh, ông nói: "Bất kỳ thành công nào đạt được không phải chỉ do những nỗ lực của chúng ta mà còn có công rất lớn của đội trinh sát Alamo và những phi công dũng cảm (Đại úy Kenneth R. Schrieber và Trung úy Bonnie B. Rucks) điều khiển những chiếc máy bay ở tầm thấp đánh lạc hướng đối phương."
Khoảng 45 phút trước cuộc tấn công, Đại úy Schrieber tắt động cơ của cánh trái ở độ cao 1.500 feet (450 m) khi đang bay phía trên khu trại. Sau đó ông bật lại động cơ, tạo ra luồn khói hất về phía sau và tiếng ồn rất lớn, ông lặp lại hành động này thêm hai lần nữa, hạ thấp độ cao còn 200 feet (60 m). Rồi giả vờ như máy bay sắp bị rơi, Schrieber điều khiển máy bay hướng về những ngọn đồi thấp, độ cao chỉ còn gần 30 feet (10 m). Ở dưới mặt đất, các lính canh Nhật bị đánh lừa khi tưởng rằng máy bay sắp bị rơi và họ quan sát, trông chờ một vụ nổ dữ dội từ máy bay. Điều này đã khiến quân Nhật bị phân tán sự tập trung cần thiết cho các lính Biệt kích ở dưới mặt đất tiến lên.

## Diễn biến

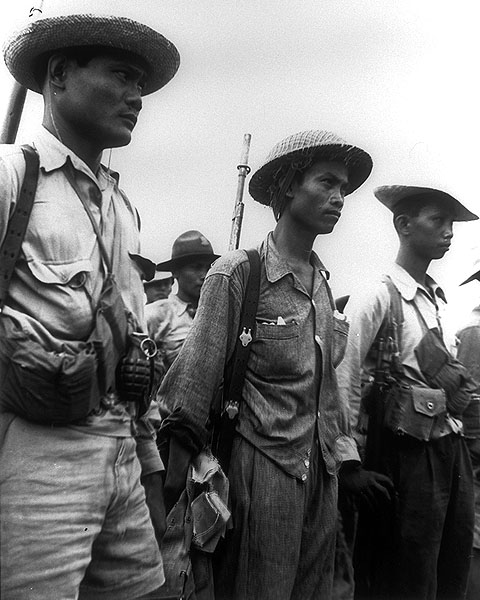
Đại úy Pajota và quân du kích tại Cabanatuan.

Hai giờ sau Mucci tán thành kế hoạch của Prince, đội Biệt kích khởi hành từ Platero. Để dễ dàng tiếp cận trại giam, Pajota đã yêu cầu dân làng bịt miệng những con chó của họ trong đêm. Trong khi đó máy bay P-61 đã cất cánh từ trước đó vào lúc 18:00, được điều khiển bởi phi công Kenneth Schrieber và Bonnie Rucks, để tạo sự phân tán tập trung của quân Nhật một giờ sau đó, trong khi những người lính Biệt kích đang trườn về hàng rào kẽm gai. Đồng thời một nhóm lính khác do Prince chỉ huy, đang tiến về cổng chính.
Lúc 19:40, toàn bộ khu trại bị rung động bởi tiếng súng hạng nhẹ. Lực lượng Biệt kích tại cổng chính đang bắn về phía các lính canh Nhật, trong khi đó một lực lượng khác từ đằng sau khu trại đang tiêu diệt quân Nhật gần ngôi nhà gỗ giam tù nhân rồi thực hiện cuộc di tản. Một đội súng bazooka từ đại đội F chạy theo con đường chính và bắn về phía một căn lều lợp mái tôn mà Mucci được báo cáo là nơi dự trữ nhiên liệu. Liền ngay sau đó một chiếc xe tải chạy ra nơi này kèm theo một tốp lính Nhật, lính Mỹ lập tức chớp lấy thời cơ phá hủy vị trí này và loại bỏ quân Nhật tại đây. Những lính Nhật sống sót ra sức chống trả, nhưng đều bị binh lính của đại đội F tiêu diệt.

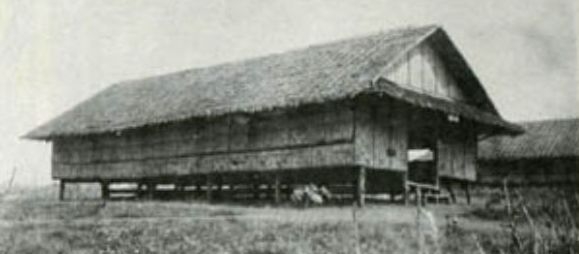
Ngôi nhà gỗ giam giữ tù binh tại Cabanatuan.

Khi lính Biệt kích hét to kêu gọi tù binh chạy ra khỏi lán để đào thoát, nhiều người trong số tù binh lo sợ đây là cái bẫy do quân Nhật tạo ra để có cớ xử tử họ. Do đó, một số tù binh kháng cự chống lại đội Biệt kích khi mà họ thấy đồng phục và vũ khí của lính biệt kích khác so với trước đó. Nhiều tù binh cũng tìm cách lẩn trốn, khiến lính Biệt kích phải tìm từng căn nhà một. Không những thế lính biệt kích còn luôn bị chất vấn bởi những câu hỏi như họ là ai ?, từ đâu đến ?. Nhiều lính biệt kích buộc phải dùng tới vũ lực để lôi họ ra khỏi chỗ trốn và đẩy họ đi. Khi ra khỏi lán, những người tù binh được lính biệt kích bảo đi về phía cổng chính. Tuy nhiên, lính biệt kích bị mất phương hướng khi mà những người tù lại hiểu "cổng chính" là vùng kiểm soát của quân Mỹ nằm mặt bên trại. Khung cảnh lộn xộn khi đào thoát khiến nhiều tù binh va chạm với nhau nhưng cuối cùng họ vẫn được lính biệt kích hộ tống thoát khỏi trại giam.
Một bệnh viện dã chiến ngay lập tức được lập để cứu chữa các tù binh bị thương và bệnh mang tên Zero Ward. Những lính biệt kích mang họ đến đây, và nhiều người trong số tù binh quá nhẹ đến nỗi mà người lính có thể vác cả hai người cùng một lúc.
Khi đi qua cổng chính, Thiếu tá Nagai và một lính Nhật đã đơn độc bắn ba quả đạn cối về phía quân Mỹ. Ngay lập tức, hai lính Mỹ thuộc thê đội 2 còn sót lại tiến vào trận địa cối và nổ súng, lính súng cối Nhật chết ngay trong những phút đầu tiên, nhưng Nagai nhanh chóng chợp lấy khẩu súng máy và chống trả dữ dội, quân Mỹ dùng lưỡi lê, lựu đạn lao vào đánh giáp lá cà, Nagai bị giết chết nhưng phía Mỹ cũng có một người bị thương nặng. Một vài người lính và tù nhân bị thương, trong đó có bác sĩ phẫu thuật là Đại úy James Fisher bị thương nặng và hi sinh ngày hôm sau.
Tin tức về cuộc xâm nhập nhanh chóng lan truyền trong quân Nhật và tới con sông Cabu nơi các tay súng du kích của Pajota đang phục sẵn. Pajota đã cử chuyên gia đánh bom phá hủy cây cầu bắt ngang sông vào lúc 19:40. Trái bom phát nổ nhưng cây cầu không bị phá hủy mà bị thủng một lỗ hổng khiến cho xe tăng Nhật không thể đi qua trừ các tốp lính Nhật liên tiếp băng ngang qua cầu. Tuy nhiên tất cả đều bị quân du kích đẩy lùi bằng súng máy, tiểu liên và súng trường. Một lính du kích đã được huấn luyện để sử dụng bazooka vài giờ trước đó đã phá hủy hay vô hiệu hóa 4 chiếc xe tăng từ bên trong lùm cây.
Sau phi vụ, Prince kiểm tra lại số tù binh và phát hiện thiếu một người lính Anh khiếm thính tên là Edwin Rose, cuộc đột kích diễn ra khi ông này đang trong nhà xí. Edwin Rose tỉnh dậy sáng hôm sau và nhận ra rằng đã bị bỏ lại sau cuộc tấn công. Tuy nhiên, người tù nhân này lại bình tĩnh cạo râu và diện bộ đồ đẹp nhất của mình để được cứu ngày hôm sau. Ông bước ra khỏi trại và nghĩ rằng sẽ sớm được phát hiện và giải đi. Kết quả là ông được lính du kích đi ngang qua dẫn đi.

## Hành trình dài đến tự do

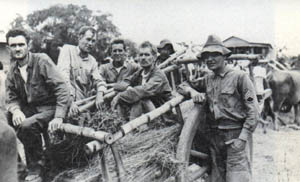
Những tù binh ốm yếu, bệnh tật được đưa đi trên xe đẩy carabao.

Vào lúc 20:15, quân Mỹ đã kiểm soát tình hình khu trại và Đại úy Prince bắn pháo sáng đánh dấu kết thúc trận đột kích. Những lính biệt kích cùng những tù nhân mệt mỏi, yếu ớt, bệnh tật đi đến nơi định trước là con sông Pampanga cách trại giam một dặm. Nhóm trinh sát Alamo làm nhiệm vụ đi sau để cắt đuôi các toán quân Nhật đuổi theo và giúp những tù binh kiệt sức bị bỏ lại. Trong khi đó, Pajota cùng người của mình vẫn đang kháng cự lại lính Nhật cho đến cuối cùng họ phải rút đi.
Ba mươi phút sau, đoàn hộ tống đến được con sông. Một đoàn xe bò kéo do những dân làng điều khiển đợi sẵn ở đây và được sắp đặt bởi Pajota.
Trong lúc di chuyển, họ bị chặn lại bởi Hukbalahap, một nhóm người chống đối cả người Mỹ lẫn người Nhật. Do đó họ tỏ ra thù địch với người của Pajota. Một trong những Trung úy dưới quyền Pajota thương thuyết với nhóm Hukbalahap rồi quay lại báo cáo với Mucci rằng họ không cho người Mỹ qua ngôi làng. Tức giận với tin tức này, Mucci gửi Trung úy này trở lại nhấn mạnh rằng quân Nhật đang trên đường đuổi tới. Người Trung úy trở lại và nói với Mucci rằng họ chỉ cho phép người Mỹ qua còn những người của Pajota phải ở lại. 

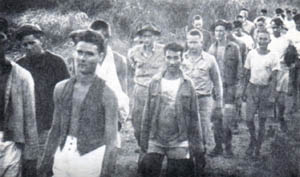
Những tù binh chiến tranh trước đây diễu hành đến với tự do.

Tuy nhiên, Mucci lại yêu cầu Trung úy truyền tin nhấn mạnh rằng cả lính du kích và lính Mỹ phải cùng qua, nếu không ông sẽ yêu cầu pháo binh bắn phá ngôi làng (thực tế thì radio của Mucci không hoạt động). Cuối cùng họ đồng ý cho cả hai nhóm cùng đi qua. Tuy vậy, Mucci với một chút hoang tưởng khi cho rằng người Trung úy đã thông đồng với nhóm Hukbalahap. Ông lấy khẩu súng lục của người này, lên cò, và hỏi người Trung úy con đường đã thông chưa. Người Trung úy trả lời có và Mucci đáp lại:
"Có vẻ là như vậy. Nó tốt hơn nên được thông. Bởi vì chúng ta sẽ đi theo hàng dọc. Tôi sẽ đứng ngay sau anh đây. Nếu có bất cứ dấu hiệu khả nghi nào, tôi bắn anh trước."
Khi tất cả họ đi qua ngôi làng mà không bị tấn công, Mucci đã xin lỗi người Trung úy.
Lúc 20:00, người liên lạc bằng radio dưới quyền Mucci đã liên hệ được với tổng hành dinh Tập đoàn quân số 6. Tập đoàn quân 6 đã chiếm được Talavera, một thị trấn cách vị trí hiện tại của Mucci 16 km. Mucci lập tức cùng người của mình đi thẳng về hướng thị trấn. Tại Talavera, những tù binh được hộ tống bằng xe tải trên hành trình cuối cùng về nhà.

## Kết quả và ảnh hưởng
Cuộc đột kích đã thành công vang dội - 512 tù binh được giải thoát.
Ba người Mỹ chết. Trong đó một tù nhân chết sau cuộc đột kích vì bệnh sốt rét. Bác sĩ phẫu thuật của Tiểu đoàn Đại úy James Fisher, con của tiểu thuyết gia và nhà giáo dục Dorothy Canfield Fisher, đã bị thương trầm trọng vì đạn súng cối và chết ngày hôm sau của cuộc tấn công với câu nói cuối cùng là "Chúng ta đã cứu họ ra hết chưa?". Một lính Biệt kích khác hi sinh là Hạ sĩ Roy Sweezy, tay súng BAR của Trung đội 2 Đại đội F, hi sinh khi bị bắn bởi hai viên đạn từ hỏa lực của đồng đội. Cả Đại úy Fisher và Hạ sĩ Sweezy đều được chôn cất tại Nghĩa trang Quốc gia Manila. Ngoài ra 21 lính du kích Philippines và 2 lính trinh sát Alamo cũng chết sau trận đánh.
Ước tính có 523 lính Nhật bị tiêu diệt và 40 người bị thương.

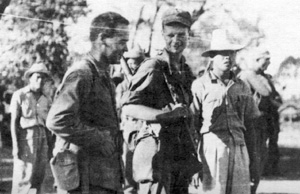
Đại úy James Fisher và Robert Prince.

Chiến thắng này được ăn mừng bởi những người lính của MacArthur, thông tín viên Đồng Minh và công chúng Mỹ. Đồng thời nó cũng đã giúp cho những lính Mỹ có thêm can đảm cho trận chiến tiếp theo tại Bataan và Corregidor.

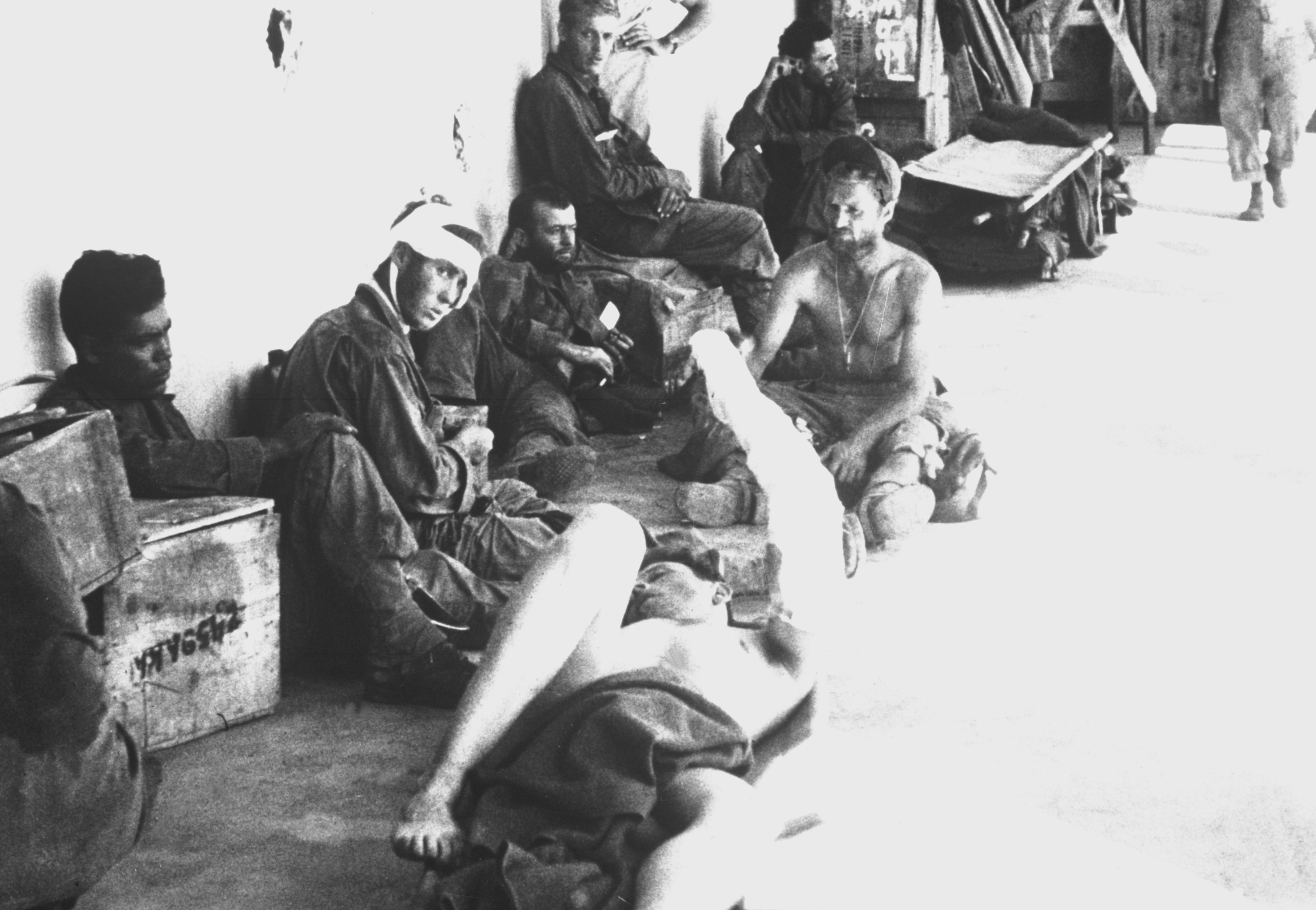
Những tù binh Cabanatuan được giải thoát tại bệnh viện dã chiến ở Talavera.

Hai trăm bảy mươi hai tù binh trước đây rời Leyte ngày 11 tháng 2-1945, trên tàu vận tải USS General A.E. Anderson để đến San Francisco qua ngả Hollandia, New Guinea. Về phía Nhật, họ đang cố gắng tìm cách lấy lại tinh thần cho quân đội qua một chiến dịch tuyên truyền, phát thanh viên radio Tokyo Rose loan báo rằng các tàu ngầm, tàu chiến và máy bay Nhật đang săn tìm con tàu chở tù binh này. Những nguy cơ trên đều là giả khi mà tàu General Anderson cập bến an toàn tại vịnh San Francisco ngày 8 tháng 3-1945.
Tướng Douglas MacArthur ghi nhận công lao của những người chỉ huy trận đột kích ngày 3 tháng 3-1945: Trung tá Mucci và Đại úy Prince được trao Huân chương thập tự chiến công xuất sắc. Tất cả những sĩ quan Mỹ tham gia đều được nhận Huy chương Ngôi sao Bạc. Những lính Mỹ còn lại và sĩ quan du kích Philippines được trao Huy chương Ngôi sao Đồng.
Cuộc đột kích này, cùng với cuộc đột kích Los Baños thành công tương tự ngày 23 tháng 2-1945 với 2.147 người được cứu, đánh dấu sự hợp tác cao độ giữa lực lượng trên bộ và trên không của quân đội Mỹ và quân du kích Philippines. Nếu không có sự trợ giúp của người dân Philippines thì chiến dịch có lẽ đã thêm phần khó khăn hơn cho lính Mỹ nếu không muốn nói là không thể thành công.